# 카를루스 샤가스
카를루스 주스치니아누 히베이루 샤가스(포르투갈어: Carlos Justiniano Ribeiro Chagas, 1879년 7월 9일 ~ 1934년 11월 8일)는 브라질의 위생학자, 과학자, 세균학자이다. 주로 임상의와 연구원으로 근무했으며 1909년에 리우데자네이루에 위치한 오즈와우두 크루스 연구소에서 근무하던 도중에 샤가스병을 발견한 것으로 유명하다.
샤가스의 업적은 의학사에서 독특한 위치를 차지하고 있다. 원시적인 환경에서 일하면서 샤가스는 이전에 알려지지 않은 감염병, 병원체, 매개체(트리아토마아과), 숙주, 임상 징후, 역학을 자세히 설명했다. 샤가스는 또한 나중에 후천면역결핍증후군(에이즈) 환자들의 폐렴구균과 관련이 있는 것으로 악명이 높아진 주폐포자충 폐렴을 최초로 발견하고 설명했다.
샤가스는 브라질 의학 아카데미의 명예 회원, 미국 하버드 대학교·프랑스 신 파리 대학교에서 받은 명예 박사 학위를 포함하여 전 세계의 기관들로부터 여러 차례 상을 받았다. 또한 렙토스피라증과 성병과의 싸움에서 일했고 오즈와우두 크루스 연구소의 2번째 소장을 역임했다.

## 생애 초반
카를루스 샤가스는 1879년 7월 9일에 미나스제라이스주 올리베이라에서 조제 주스치니아누 다스 샤가스와 마리아나 칸디다 샤가스 부부의 아들로 태어났다. 그의 출생지는 포르투갈에서 태어난 그의 조상들이 뿌리를 내린 도시에서 약 20km 떨어진 봉 헤치루 농장에 있었다. 그의 아버지는 커피 재배자였는데 샤가스가 4세였을 때에 사망했다. 그의 어머니는 커피 재배 관리를 책임졌고 샤가스와 그의 4남매인 마리아 히타, 조제(3세 시절에 사망함), 마리에타, 세라핑을 양육했다. 이들은 미나스제라이스 주이스지포라 근처에 위치한 가족 소유 재산인 보아비스타 농장에서 일하게 된다.
샤가스는 자신의 고향인 올리베이라에서 3명의 외삼촌인 시세루, 올레가리우, 카를루스와 함께 직접 살았다. 처음 2명은 상파울루에서 훈련을 받은 변호사였으며 조카가 자신의 연구에 전념할 수 있도록 격려했다. 반면에 카를루스는 의학을 졸업하고 도시에 보건소를 조직했는데 카를루스의 이러한 행동은 샤가스가 의사가 되는 데에 영향을 주었다.
샤가스는 8세 시절에 상파울루주 이투에서 예수회가 운영하던 기숙학교에 입학했는데 새로 해방된 노예들이 농장을 소유할 것을 알고 어머니를 만나기 위해 1888년에 학교를 떠나게 된다. 이 소식을 들은 예수회 사제들은 샤가스를 학교에서 퇴학시키로 결정했다. 샤가스는 나중에 미나스제라이스주 상주앙델헤이에 위치한 상프란시스쿠 학교로 전학가게 된다.
샤가스는 미나스제리아스주 오루프레투에 있는 광산 공학 학교에 입학했지만 1896년에 실시된 시험에서 불합격하면서 고향인 올리베이라로 돌아가게 된다. 그의 삼촌인 카를루스는 의사가 되겠다는 샤가스의 의지를 강화시켰고 결국 아들의 선택을 받아들인 어머니의 장벽을 극복하도록 도왔다. 샤가스는 1897년에 리우데자네이루 의학학교(현재의 리우데자네이루 연방 대학교 의과대학)에 입학했다. 대학 교수진들은 프랑스의 생화학자인 루이 파스퇴르가 집필한 논문을 접하면서 갱신 과정을 거치고 있었기 때문에 "파스퇴르 혁명"을 경험하고 있었다. 따라서 샤가스는 이러한 아이디어를 자신의 작업을 통해 발전시키게 된다.
샤가스가 대학 재학 과정에서 가르침을 받은 2명의 교수는 그의 경력에 큰 영향을 미쳤는데 미겔 코투, 프란시스쿠 파자르두가 이에 해당한다. 미겔 코투는 샤가스에게 현대 임상 실습의 개념과 관행에 소개했고 훗날 샤가스와 친밀한 우정을 쌓게 된다. 열대 질병, 특히 말라리아 연구 과정에 샤가스를 배치한 프란시스쿠 파자르두는 샤가스의 미래 경력에 매우 중요한 역할을 맡게 된다. 따라서 이들 교수는 의학 과정에서 샤가스에게 열린 2가지 길, 즉 임상 실습과 과학 연구를 제시했다.
샤가스는 1902년에 학교를 졸업하고 이듬해에 말라리아 혈액학에 관한 논문으로 박사 학위를 취득했다. 1905년에는 오즈와우두 크루스의 지시를 받고 상파울루주 내륙 지방에 위치한 이타칭가에서 질병을 통제하는 임무를 수행하기 위하여 파견되었다. 이들은 해당 지역에 댐을 건설하고 있던 산투스 부두 회사(Companhia Docas de Santos) 소속 노동자 대부분을 공격하는 임무를 맡았다. 따라서 그는 브라질에서 말라리아에 대응하는 1번째 성공적인 행동을 수행했고 나중에 다른 캠페인에서 일반화되는 절차를 실행했다. 그 외에 상파울루주 산투스의 항만 당국에서 노동자들에게 영향을 미치고 있던 감염병인 말라리아와 싸우는 임무를 맡았다.
샤가스는 체계적인 위생 조치가 이루어지지 않은 지역에서 질병의 확산을 막기 위해서는 말라리아 기생충에 감염된 사람과 모기가 사는 곳에 예방 조치를 집중할 필요가 있다고 지적했다. 이 지침에 따라 샤가스는 5개월 만에 질병의 발병을 진압하는데 성공했다. 이 방법에 대한 그의 발표된 연구는 전 세계 말라리아 예방의 기초가 되었고 나중에 브라질 보건부의 서비스 과정에 채택되었다. 또한 살충제로 사용되는 제충국의 일종인 피레트룸을 가정 치료에 사용하는 것으로 구성된 혁신을 소개했고 놀라운 성공을 거두었다.
리우데자네이루로 돌아온 샤가스는 계속해서 공중보건총국에서 일했고 1906년 3월 19일에 자신의 친구이자 동료가 된 오즈와우두 크루스가 리우데자네이루에 설립한 새로운 의학 연구소에서 근무하게 된다.

## 샤가스병의 발견
1906년에 리우데자네이루로 돌아온 샤가스는 오즈와우두 크루스 연구소에 들어가 여생을 보냈다. 1909년에는 아마존 우림에 위치한 벨렝으로 가는 새로운 철도 노동자들 사이에서 말라리아가 발생하는 것을 막기 위해 연구소에 의해 상프란시스쿠강 근처에 위치한 작은 도시인 라상스로 보내졌다. 샤가스는 2년 동안 그곳에 머무르면서 기차 안에서 몇 년 동안 환자들을 돌보기 위해 작은 실험실과 진찰실을 세웠다. 그 당시에는 유황이나 제충국과 같은 몇 가지 살충제 방법이 사용되었으며 수십 년 후 DDT의 출현으로 대중화되었다.
샤가스는 트리아토마아과에 속하는 거대한 흡혈 곤충(밤에 희생자의 얼굴을 물어뜯어 피를 빨아먹었기 때문에 일명 "암살자 벌레" 또는 "키스 벌레"라고 불렀음)과 함께 시골 집들의 독특한 감염을 관찰할 수 있었다. 그는 이 곤충들의 창자에서 트리아토마아과의 새로운 종인 편모충류 원생동물이 있다는 것을 발견했고 감염된 벌레에 물린 마모셋 원숭이에게 전염될 수 있다는 것을 실험적으로 증명할 수 있었다. 샤가스는 마모셋의 혈액에서 채취한 새로운 종의 원생동물을 식별했고 이를 트리아노마 미나센시스(Trypanosoma minasensis)라고 명명했다. 이 과정에서 철도 엔지니어는 그에게 시골 가정에 흡혈 곤충이 침입했다고 경고했다. 샤가스는 이들 중 일부를 자신의 실험실로 데려갔고 그들의 내장에 이미 진화 단계에 있는 또 다른 트리아노마 미나센시스가 있다는 것을 발견했다. 샤가스는 자신의 동료였던 오즈와우두 크루즈를 기리기 위하여 이 새로운 기생충을 크루스파동편모충(Trypanosoma cruzi, 원래 학명은 Trypanosoma cruzi, Schizotrypanum cruzi)이라고 이름지었다. 기생충의 발견을 알린 샤가스의 논문은 1909년에 독일 잡지 《선박 및 열대 위생 기록 보관소》(Archiv für Schiffs- und Tropen-Hygiene)에 게재되었다.
샤가스는 1909년 4월 23일에 인간의 가정에서 곤충 매개체가 만연하고 사람을 무는 습관 때문에 이 기생충이 인간의 질병을 일으킬 수 있다고 의심하여 혈액 샘플을 채취했고 3살 소녀의 혈액에서 처음으로 같은 편모충을 발견했다. 그는 또한 질병에 걸린 사람들의 임상 증상 가운데 일부를 설명할 수 있는 뇌와 심근에 침투한 기생충을 관찰했고 아르마딜로가 자연 숙주가 될 수 있다고 제안함으로써 기생충의 제안된 라이프사이클을 마감했다. 샤가스는 새로운 질병의 병리학에 대한 그의 연구를 완성하기 위해 그러한 질병이 급성 형태로 발전한 사례 27건을 설명했고 만성 형태를 보인 환자들에게 100차례 이상의 부검을 실시했다.
샤가스의 새로운 질병에 대한 묘사는 의학계의 고전이 될 것이었고 그에게 국내외적인 명성을 가져다 주었다. 1912년 6월 22일에는 브라질 국립 의학 아카데미 회원으로 선출되었고 원생동물학과 열대 의학 분야에서 최고의 업적으로 권위 있는 쇼딘상을 받았다. 그의 경쟁자로는 파울 에를리히, 에밀 루, 엘리 메치니코프, 샤를 루이 알퐁스 라브랑, 샤를 니콜, 윌리엄 부그 레이슈먼 등이 있었다.
샤가스는 또한 아르헨티나의 의사인 살바도르 마사를 설득하여 감염병을 연구하도록 지시했다. 1927년에는 아르헨티나에서 크루스파동편모충의 존재가 확인되었고 결국 아르헨티나 정부의 조치로 이어졌다.
샤가스는 또한 실험적으로 트리파노좀에 감염된 동물의 폐에서 기생하는 진균속인 주폐포자충을 처음으로 발견했다. 샤가스는 그 당시에 이 병균을 별개의 유기체로 인식하지 못했기 때문에 그가 아름답게 묘사한 2가지 생명 주기를 수용하기 위하여 시조트리파눔속을 묘사했다. 그러나 샤가스의 발견으로 인해 다른 사람들은 주폐포자충으로 알려진 진균류를 더 자세히 조사하고 별도의 속으로 기술하게 되었다. 샤가스는 문헌을 면밀히 추적하여 그 구별을 빠르게 확인하였고 그에 따라 샤가스가 원래 만들어낸 이름인 크루스파동편모충을 다시 채택하였다. 주폐포자충은 현재 1가지 종(P. jiroveci)에 의해 발생하는 또 다른 질병인 주폐포자충 폐렴과 관련이 있지만 샤가스가 기니피그에서 목격한 원래의 폐렴구균종은 아직 별도의 종으로 명명되지 않았다.

## 말년
1917년에 자신의 스승이었던 오즈와우두 크루스가 사망하면서 샤가스는 크루즈가 맡았던 연구소 이사직을 수락했고 1934년에 사망할 때까지 해당 직위를 맡았다. 1918년에는 오즈와우두 크루스 연구소 구내에 오즈와우두 크루스 병원을 설립했는데 이 병원은 브라질 시골 지방을 위협하던 주요 감염병을 통제하는 역할을 맡았다. 샤가스는 1919년에 에피타시우 페소아 대통령에 의해 국가공중보건총국 국장으로 임명되었고 1924년까지 근무했다. 샤가스는 스페인 독감, 성병, 나병, 소아과, 결핵, 시골 지역의 풍토병을 위한 특별한 건강 관리 및 예방 서비스와 캠페인을 조직하는 데 매우 적극적이었다.
샤가스는 브라질 각지에 간호학교를 설립했으며 위생 의학의 개념의 창시자로 여겨졌다. 특히 1923년에는 록펠러 재단의 지원을 통해 아나 네리 간호학교를 설립하여 브라질에서 간호의 전문 교육을 도입하는 역할을 맡았다. 학생들은 또한 이 목적을 위해 샤가스가 설립한 상프란시스쿠 지 아시스 병원에서 교육을 받았다. 샤가스는 또한 열대 의학의 초대 회장이자 위생 분야의 대학원생이기도 했다.
샤가스는 1934년 11월 8일에 리우데자네이루에서 심장마비로 인하여 향년 55세를 일기로 사망했다. 그의 유해는 리우데자네이루에 위치한 상 주앙 바우치스타 공동묘지에 매장되었다. 1989년에는 브라질에서 그의 초상화가 그려진 10,000크루자두 지폐가 발행되었다.
카를루스 샤가스의 아들인 카를루스 샤가스 필류는 신경생리학 분야에서 이름을 알린 과학자였고 교황청 과학원의 원장을 역임했다. 그의 또 다른 아들인 에반드루 샤가스는 열대 의학의 의사이자 연구자였는데 35세의 나이에 비행기 사고로 사망했다. 파라주 벨렝에서는 에반드루 샤가스의 이름을 딴 생물의학 기관인 에반드루 샤가스 연구소가 설립되었다.

### 노벨상과 관련된 논란
샤가스의 발견은 브라질 국내외 기생충학 분야에서 가장 중요한 업적 가운데 하나로 인정받았다. 그는 1913년과 1921년에 단 1명의 브라질 출신 후보자에 의해 노벨 생리학·의학상 후보에 2차례 올랐지만 끝내 상을 받지 못했다. 1913년에는 63명의 과학자가 노벨 생리학·의학상 후보에 올랐으며 이 가운데 상위 2명은 각각 9차례, 8차례에 걸쳐 후보에 올랐다. 1921년에는 42명의 과학자가 후보에 올랐는데 이 가운데 상위 4명이 각각 11차례, 9차례, 7차례, 7차례에 걸쳐 후보에 올랐다. 이 질병이 발견된 지 100년이 지난 지금도 카를루스 샤가스가 공식적으로 노벨상 후보로 지명되었는가에 대한 추측은 여전히 남아 있다.
샤가스에게 이 상이 수여되지 않은 이유는 그가 브라질에서 직면한 당시의 일부 의사와 연구자들의 강한 반대 때문이었을 것으로 추측된다. 그들은 샤가스병의 존재에 대해 의문을 제기하기까지 했고 따라서 노벨상을 주관하는 노벨 재단이 그에게 상을 수여하지 않기로 결정하는 데 영향을 미쳤을 것이다. 1901년부터 1951년까지 후보자, 후보자, 수상자들의 이름이 공개된 노벨상 기록 보관소의 데이터베이스를 분석한 결과에 따르면 당시 과학적 성과로 여겨졌던 것뿐만 아니라 중요한 과학자들이 누구인지, 그리고 그들 사이의 관계에 대한 정보도 얻을 수 있었다. 거의 전적으로 유럽과 북미 과학자들을 중심으로 한 국제 과학계와의 노벨 위원회 구성원들의 연결도 그들의 선택에 영향을 미쳤다. 노벨 위원회가 카를루스 샤가스의 발견을 인정하지 않은 것은 지역 반대파의 부정적인 영향보다는 이러한 요인들에 의해 더 정확하게 설명되는 것으로 보인다.

## 참고 문헌
- Kropf, Simone Petraglia; Lacerda, Aline Lopes de (2009년).  Fiocruz, 편집. 《Carlos Chagas, um cientista do Brasil》 (PDF) (포르투갈어) 1판. doi:10.7476/9786557080009. ISBN 978-85-7541-188-9. OL 24816931M. 2020년 5월 7일에 원본 문서 (PDF)에서 보존된 문서.